# P.G. Wodehouse
P.G. Wodehouse, właśc. sir  Pelham Grenville Wodehouse (ur. 15 października 1881 w Guildford, zm. 14 lutego 1975 w Southampton) – brytyjski pisarz i satyryk.
Autor znanego cyklu humoresek o młodym lordzie Bertramie Woosterze i jego błyskotliwym kamerdynerze Jeevesie, uchodzącego za arcydzieło angielskiego humoru. W licznych powieściach i opowiadaniach pisanych przez ponad pół wieku (od czasu I wojny światowej do lat 70. XX w.) Wodehouse przedstawił wyidealizowany i sielankowy świat wyższych klas angielskich, bezczasowy, który trudno uznać za prawdziwy nawet dla chwili, w której opowieści o dwóch popularnych bohaterach zaczęły powstawać. Jednak dla rzeszy czytelników stał się on klasycznym obrazem angielskiego stylu życia. Nazwisko Jeevesa, idealnego służącego, stało się w języku angielskim wręcz synonimem pomocnika zdolnego zaradzić każdemu problemowi.
Kilka powieści Wodehouse’a posłużyło za kanwę scenariuszy filmów, m.in. Piccadilly Jim został przerobiony na scenariusz przez Juliana Fellowesa dla filmu w reżyserii Johna McKay, powstał też bardzo popularny serial telewizyjny Jeeves and Wooster na podstawie cyklu opowiadań i powieści o tych bohaterach.
W 1934 r. Wodehouse, wówczas już pisarz uznany po obu stronach Atlantyku, z racji korzyści podatkowych zamieszkał w słynnej wówczas miejscowości wypoczynkowej Le Touquet nad Kanałem La Manche. Po wybuchu II wojny światowej, nie oceniając właściwie wagi konfliktu, pozostał we Francji. Zajęty pisaniem kolejnej książki, pomimo brytyjskiego obywatelstwa zwlekał z opuszczeniem Le Touquet i ostatecznie 21 lipca 1940 r. został tam aresztowany przez Niemców. Przewieziony do więzienia w Loos, stamtąd do cytadeli w belgijskim Liège, potem do fortu Huy, ostatecznie we wrześniu 1940 r. trafił do więzienia urządzonego przez nazistów w budynkach szpitala psychiatrycznego w śląskim Toszku. Tam zabawiał współwięźniów opowiadaniem śmiesznych historyjek, a nawet napisał nowelę pt. „Money in the bank” (wydana w Stanach Zjednoczonych jeszcze przed zakończeniem wojny uznawana jest za jedną z zabawniejszych w dorobku pisarza).
W czerwcu 1941 r. za namową Wernera Placka, byłego hollywoodzkiego artysty, wówczas już pracującego dla III Rzeszy, wygłosił cykl żartobliwych pogadanek o życiu w niemieckim obozie. Wyemitowane przez niemieckie radio, kierowane były do odbiorców w Stanach Zjednoczonych, które wówczas jeszcze nie pozostawały w stanie wojny z Niemcami. Mimo to, w swej ojczyźnie Wodehouse został uznany za kolaboranta, a nawet za zdrajcę: brytyjski wywiad rozważał ściganie pisarza, a jego książki zniknęły z wielu księgarń. Pomimo tego, że w obronie Wodehouse’a wystąpiło kilku prominentnych ludzi pióra (m.in. George Orwell, publikujący w 1945 r. In Defence of P. G. Wodehouse), pisarz w 1947 r. przeniósł się do USA, gdzie w 1955 r. uzyskał amerykańskie obywatelstwo i gdzie mieszkał aż do śmierci. Do Wielkiej Brytanii wracał rzadko: podczas ostatniej wizyty w 1975 r., krótko przed śmiercią, odebrał z rąk królowej Elżbiety dożywotni tytuł szlachecki.

## Lista książek Wodehouse’a wydanych po polsku
W kolejności chronologicznej według daty pierwszego wydania brytyjskiego.
| Tytuł polski                       | Tytuł brytyjski                 | Tytuł amerykański                    |
| ---------------------------------- | ------------------------------- | ------------------------------------ |
| Miłość wśród kurcząt               | Love Among the Chickens (1906)  | Love Among the Chickens (1909)       |
| Książę i Betty                     | The Prince and Betty (1912)     |                                      |
| Miłość i skarabeusz                | Something Fresh (1915)          | Something New (1915)                 |
| Ptaszek z Piccadilly (1930)        | Piccadilly Jim (1918)           | Piccadilly Jim (1917)                |
| Uciśniona dziewica (1936)          | A Damsel in Distress (1919)     | A Damsel in Distress (1919)          |
| Niedyskrecje Archibalda (1937)     | Indiscretions of Archie (1921)  | Indiscretions of Archie (1921)       |
| Miłość na okręcie (1937)           | The Girl on the Boat (1922)     | Three Men and a Maid (1922)          |
| Zaufajcie Psmithowi (1936)         | Leave it to Psmith (1923)       | Leave it to Psmith (1924)            |
| Na kawalerce (1936)                | The Small Bachelor (1927)       | The Small Bachelor (1927)            |
| Grube pieniądze (1933)             | Big Money (1931)                | Big Money (1931)                     |
| Panna dr Sally (1937)              | Doctor Sally (1932)             |                                      |
| Goście spod ciemnej gwiazdy (1936) | Hot Water (1932)                | Hot Water (1932)                     |
| Burzliwa pogoda (1937)             | Heavy Weather (1933)            | Heavy Weather (1933)                 |
| Dziękuję, Jeeves                   | Thank You, Jeeves (1934)        | Thank You, Jeeves (1934)             |
| Szczęście Bodkinów (1938)          | The Luck of the Bodkins (1935)  | The Luck of the Bodkins (1936)       |
| Pod gazem (1938)                   | Laughing Gas (1936)             | Laughing Gas (1936)                  |
| W starym dworze (1939)             | Summer Moonshine (1938)         | Summer Moonshine (1937)              |
| Dewiza Woosterów                   | The Code of the Woosters (1938) | The Code of the Woosters (1938)      |
| Pełnia księżyca (1992)             | Full Moon (1947)                | Full Moon (1947)                     |
| Tresowana pchła                    | Performing Flea (1953)          | Author! Author! (1962)               |
| Wielce zobowiązany, Jeeves (1978)  | Much Obliged, Jeeves (1971)     | Jeeves and the Tie That Binds (1971) |